# Eulalio García Pereda
Eulalio García Pereda (Casillas, Villarcayo de Merindad de Castilla la Vieja, 11 de maig de 1951) és un ciclista espanyol, ja retirat, que fou professional entre 1976 i 1985. Els seus principals èxits esportius els aconseguí a la Volta a Espanya, on va guanyar una etapa el 1980, i al Campionat d'Espanya de ciclisme en ruta de 1981.

## Palmarès
- 1975
  - 1r a la Volta a Navarra
- 1976
  - Vencedor d'una etapa de la Volta a Cantàbria
- 1977
  - Vencedor de 2 etapes de la Volta a La Rioja
  - Vencedor d'una etapa dels 3 Dies de Leganés
  - Vencedor d'una etapa a l'Étoile des Espoirs
- 1978
  - 1r a la Challenge Costa de Azahar i vencedor de 3 etapes
  - Vencedor de 2 etapes de la Volta a Cantàbria
  - Vencedor de 2 etapes dels 3 Dies de Leganés
  - Vencedor de 2 etapes de la Volta a La Rioja
  - Vencedor d'una etapa del G.P. Navarra
- 1979
  - 1r a la Volta a La Rioja i vencedor de 2 etapes
- 1980
  - 1r a la Volta a Cantàbria i vencedor d'una etapa
  - Vencedor d'una etapa de la Volta a Espanya
  - Vencedor d'una etapa de la Volta a La Rioja
  - Vencedor de 2 etapes de la Challenge Costa de Azahar
- 1981
  -  Campió d'Espanya de ciclisme en ruta
  - 1r al Gran Premi de Navarra
  - Vencedor d'una etapa de la Volta a Burgos
- 1982
  - Vencedor de 2 etapes de la Vuelta a Castilla
- 1983
  - Vencedor d'una etapa de la Volta a La Rioja

### Resultats a la Volta a Espanya
- 1977. 19è de la classificació general
- 1978. 4t de la classificació general
- 1979. 32è de la classificació general
- 1980. 39è de la classificació general. Vencedor d'una etapa
- 1982. 46è de la classificació general
- 1983. Abandona

### Resultats al Tour de França
- 1976. Abandona (4a etapa)
- 1978. Abandona (17a etapa)
- 1979. 86è de la classificació general
- 1981. 101è de la classificació general